# Jean-Edmond Laroche-Joubert
Pour les autres membres de la famille, voir Famille Laroche-Joubert.
Jean-Edmond Laroche-Joubert, né le 12 janvier 1820 aux Beauvais (La Couronne) et mort le 23 juillet 1884 à l’Escalier (La Couronne), est un industriel et homme politique français.

## Biographie
Il est le 3e fils de Jean Laroche (14 octobre 1779 - 3 avril 1853), papetier, et de Marie Joubert (10 octobre 1786 - 16 mai 1855). Marié le 13 octobre 1842 avec Marguerite Triaud (18 décembre 1823 -12 avril 1907), il est le père d'Edgard Laroche-Joubert.
Le 3 septembre 1873, il obtient l'autorisation d’ajouter « Joubert » à son patronyme.

### Activités industrielles

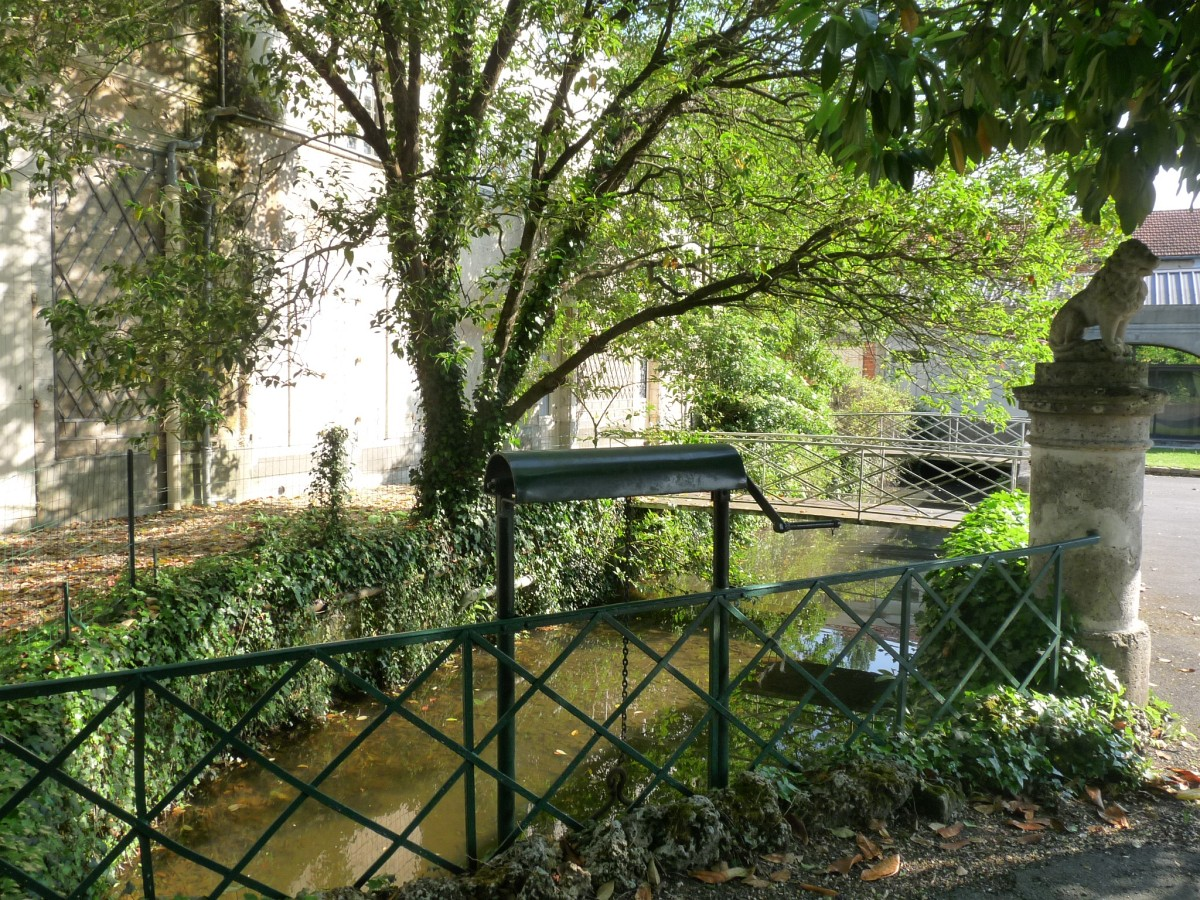
Papeterie de l'Escalier, sur les Eaux Claires

En 1840, après son émancipation, il est associé à l’entreprise familiale comme cogérant de la société  Laroche-Joubert et Cie.
En 1841, il introduit la machine à papier à l’usine de Nersac, et à partir de 1843, il développe l’entreprise qui fabrique toutes sortes de papiers (vélins et vergés blancs ou de couleur, de tous grammages pour l’impression et l’écriture, papiers à lettres, affiche, registres, etc.). 
Les principales usines créées par la société sont celles de Nersac, l’Île d’Espagnac, près de Nersac, l’Escalier (La Couronne), Girac (Angoulême), Chantoiseau (Saint-Michel), la Rochandry (Mouthiers), le Petit Rochefort (Puymoyen).
En 1848, il implante une industrie de façonnage du papier à Angoulême, rampe du Palet à l'Houmeau (actuelle rue Léonard Jarraud) puis une seconde, rampe du Palet à Saint-Cybard (actuelle avenue de Cognac) où se développe une intense activité de transformation : glaçage du papier, enveloppes, cartonnages divers, réglure pour registres et cahiers d’écolier, papier bordé deuil, etc. 
Les récompenses obtenues lors des expositions industrielles et/ou universelles pour la qualité des produits sont nombreuses, dès 1844. 
Son dynamisme a contribué à faire de la Charente un des premiers département papetiers français, tant par la qualité que par la quantité. 
Vers 1850, développement des œuvres sociales : crèches, cités ouvrières (la cité Gabrielle à l’Houmeau, par exemple), participation aux bénéfices, compensation de l’augmentation du prix du pain, aides sociales, primes, etc.
C'est en 1868 qu'il fonde la Papeterie coopérative d’Angoulême.
Il repose dans la chapelle familiale du cimetière de Bardines à Angoulême.

## Fonctions électives
- conseiller d’arrondissement[4] (juin 1858 - juin 1864) ;
- conseiller général[4] (1er canton d’Angoulême, juin 1864 - 1870) ;
- député[4] (novembre 1868-septembre 1870, mars 1876-juillet 1879, août 1881 - juillet 1884) ;
- conseiller général (canton de Villebois-Lavalette, juillet 1879 - mai 1881) ;
- maire d'Édon (canton de Villebois-Lavalette, 1881-1883).

- 1852 - 1855 : juge suppléant au tribunal de commerce d’Angoulême
- 1876 : président du tribunal de commerce d’Angoulême
- vers 1880 : président de l’Union des fabricants de papier de France et président du Syndicat professionnel des fabricants de papier de la Charente.

## Distinction
Le 8 août 1870, décret attribuant à Edmond Laroche le grade de Chevalier dans l’ordre national de la Légion d'honneur pour son action industrielle et sociale.

## Sa devise
« L’amélioration morale et matérielle en vue du plus grand nombre a toujours été le but de mes persévérants efforts. »

## Sources
- « Jean-Edmond Laroche-Joubert », dans Adolphe Robert et Gaston Cougny, Dictionnaire des parlementaires français, Edgar Bourloton, 1889-1891 [détail de l’édition]